# 27263 Elainezhou
27263 Elainezhou este un asteroid din centura principală de asteroizi.

## Descriere
27263 Elainezhou este un asteroid din centura principală de asteroizi. A fost descoperit pe 12 decembrie 1999 la Socorro, New Mexico, în cadrul proiectului LINEAR. Asteroidul prezintă o orbită caracterizată de o semiaxă mare de 2,37 ua, o excentricitate de 0,06 și o înclinație de 7,0° în raport cu ecliptica.